# Tumbalá
Tumbalá är en kommun i Mexiko.   Den ligger i delstaten Chiapas, i den sydöstra delen av landet, 800 km öster om huvudstaden Mexico City. Arean är 109 kvadratkilometer.
Terrängen i Tumbalá är huvudsakligen kuperad, men åt nordväst är den bergig.
Följande samhällen finns i Tumbalá:
- Joshil
- Mariscal Subikuski
- Benito Juárez
- Chuchucruz Primera Sección
- Pactiún
- Cuctiepa
- La Esperanza Mórrizon
- Joloniel
- Patelná
- Mariscal Yehuitz
- La Esperanza del Porvenir
- Joljamil
- Yevalchén
- Chuculumtiel
- Sombra Grande
- Coyojil
- Nichinjá
- Cololil
- Tehuacan
- Tientul Chico
- El Porvenir
- Flor de Café
- Naranjil
- La Revolución
- Esperanza Joyeta
- Obregón la Loma
- El Cielo
- Lázaro Cárdenas
- Tiobujún
- La Alianza
- El Prado
- Arroyo Panshuc
- Embarcadero Joyeta
- La Ventana
- Nueva Creación
- Arroyo Abán
- Buenavista
- Francisco Villa
- Mariscal los Jiménez
- La Ilusión
- Joyeta Fracción
- Nuevo Chuchucruz
- Panchén Dos